# 李胤
李胤（3世紀—282年），字宣伯，西晋辽东郡襄平县（今辽宁省辽阳市）人。后世或因避讳，作李允。

## 生平
李胤是汉朝河内郡太守李敏之孙。幼年孤儿以孝著称。仕郡上计掾，被州辟为部从事、治中，举孝廉，参镇北军事。转任乐平侯相，政尚清简。入朝为尚书郎，历任中护军司马、吏部郎，铨选廉平。赐爵关中侯，任安丰郡太守。司马昭命他为自己的僚属大将军从事中郎，转任御史中丞，依法办事。曹魏伐蜀汉，李胤为西中郎将、都督关中诸军事。之后转任河南尹，封广陆伯。
晋武帝泰始元年（265年），李胤为尚书，晋爵为广陆侯。上奏：“古代三公坐而论道，内参六官之事，外与六卿之教，兼听狱讼，疑难之典，谋及卿士。”建议大政方针，应听取群公直言。晋武帝听从。泰始二年（266年），任吏部尚书仆射，转太子少傅、领司隶校尉。咸宁元年（275年）以侍中加特进，迁尚书令。晋武帝因司徒为西汉的丞相之职，以李胤为司徒。李胤为官“简亮持重，称为任职”。太康三年閏四月丙子（282年5月25日）李胤卒，谥号成。李胤为官清廉，家中贫俭，儿子得病无钱买药。晋武帝得知，赐钱十万。身后家无余财，晋武帝赐李胤家二百万钱，一千斛谷。

## 家庭
- 父李信[2]
- 母親後改嫁牽招，生下牽嘉。[3][4]
- 子：李固，字萬基，散骑郎，早逝。
- 子：李順，字真長(一字曼長)，太仆卿。
- 子：李修[5]，黄门侍郎、太弟中庶子。
- 女：貴人李曄[6]、馮蓀母、邢喬母[7]

- 孫：李志，李固子，袭其爵。散骑侍郎、建威将军、阳平太守。

## 延伸阅读
[在维基数据编辑]
 《晉書/卷044》，出自房玄齡《晉書》